# 柏陸軍病院

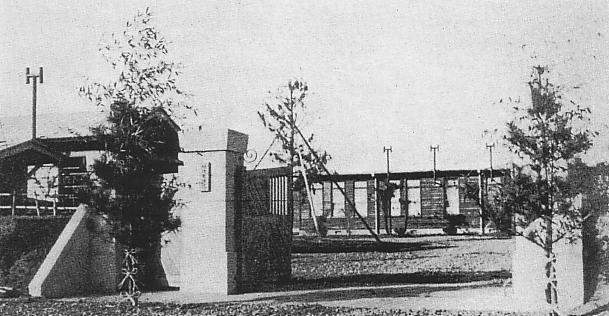
柏陸軍病院

柏陸軍病院（かしわりくぐんびょういん）は、かつて千葉県東葛飾郡富勢村（現：柏市布施）にあった旧陸軍が運営していた病院。
第二次世界大戦後、陸軍の解体により厚生省へ移管した。厚生省移管後は、国立療養所柏病院、国立柏病院を経て、松戸市にあった国立療養所松戸病院と1992年に統廃合。組織は国立がんセンター東病院（現・国立研究開発法人国立がん研究センター）へ移行、施設は柏市へ移譲され、1993年から柏市立柏病院となっている。

## 沿革
- 1939年（昭和14年） - 柏陸軍病院が創設される。
- 1945年（昭和20年） - 厚生省へ移管する。
- 1947年（昭和22年） - 結核療養所に転換されて国立療養所柏病院と改称する。
- 1978年（昭和53年） - 国立病院に転換されて国立柏病院に改称する。
- 1988年（昭和63年） - 柏市国立柏病院跡地利用専門委員会が設置される。
- 1991年（平成3年） - 柏市国立柏病院跡地利用専門委員会が公設民営方式による後医療継承報告書をまとめる。
- 1992年（平成4年） - 国立療養所松戸病院と統廃合し、組織は国立がんセンター東病院（旧陸軍柏飛行場・旧アメリカ軍柏通信所跡）へ移行、施設は柏市へ移譲される。
- 1993年（平成5年） - 柏市立柏病院開院。

（柏市立柏病院沿革から一部引用）